# Brunsbach (Hückeswagen)
Brunsbach ist eine ehemalige Hofschaft in Hückeswagen im Oberbergischen Kreis im Regierungsbezirk Köln in Nordrhein-Westfalen (Deutschland).

## Lage und Verkehrsanbindung
Brunsbach liegt westlich des Stadtkerns von Hückeswagen im Tal des gleichnamigen Brunsbachs an der Bundesstraße 237. Der Ort ist als eigenständige Ortslage nicht mehr wahrnehmbar, da die Wohngebiete des Ortsteils Wiehagen bis Brunsbach herangerückt sind und die historischen Hofgebäude in den 1970er Jahren überbaut wurden.
Weitere Nachbarorte sind die Hückeswagener Kernstadt, Waag, Wiehagerhöhe, Raspenhaus, Wegerhof, Kammerforsterhöhe und Grünenthal.

## Geschichte
1481 wurde der Ort das erste Mal in den Spendenlisten für den Marienaltar der Hückeswagener Kirche urkundlich erwähnt. Die Schreibweise der Erstnennung war Brunsbecke.
Im 18. Jahrhundert gehörte der Ort zum  bergischen Amt Bornefeld-Hückeswagen. 1815/16 lebten 42 Einwohner im Ort. 1832 gehörte Brunsbach der Berghauser Honschaft an, die ein Teil der Hückeswagener Außenbürgerschaft innerhalb der Bürgermeisterei Hückeswagen war. Der laut der Statistik und Topographie des Regierungsbezirks Düsseldorf als Weiler kategorisierte Ort besaß zu dieser Zeit drei Wohnhäuser und fünf landwirtschaftliche Gebäude. Zu dieser Zeit lebten 50 Einwohner im Ort, 18 katholischen und 32 evangelischen Glaubens.
Im Gemeindelexikon für die Provinz Rheinland werden für 1885 fünf Wohnhäuser mit 45 Einwohnern angegeben. Der Ort gehörte zu dieser Zeit zur Landgemeinde Neuhückeswagen innerhalb des Kreises Lennep. 1895 besitzt der Ort vier Wohnhäuser mit 54 Einwohnern, 1905 vier Wohnhäuser und 39 Einwohner.